# Clase Halcón
La Clase Halcón es una serie de cinco buques de patrulla oceánica construida para la Prefectura Naval Argentina en los astilleros españoles de la Empresa Nacional Bazán.
En algunas unidades, el cañón original Bofors de calibre 40 mm fue reemplazado por el Oerlikon GAM-BO1 de 20 mm de la dotación de la Prefectura Naval.

## Unidades
Las unidades de la clase son las que siguen:
| Nombre          | n.º   | Alta | Origen del nombre         |
| --------------- | ----- | ---- | ------------------------- |
| Mantilla        | GC-24 | 1982 | Manuel Florencio Mantilla |
| Azopardo        | GC-25 | 1983 | Juan Bautista Azopardo    |
| Thompson        | GC-26 | 1983 | Martín Jacobo Thompson    |
| Prefecto Fique  | GC-27 | 1983 | Luis Pedro Fique          |
| Prefecto Derbes | GC-28 | 1983 | Pedro Derbes              |